# Scopa da curling
La scopa da curling viene utilizzata nel gioco del curling per spazzare la superficie del ghiaccio nel percorso della pietra, azione detta sweeping (pulizia). Viene anche spesso usata come sostegno durante il lancio della stone.
Le scope hanno subito una notevole evoluzione dagli anni cinquanta in poi, grazie sia all'evoluzione del gioco del curling ma soprattutto grazie all'evoluzione dei materiali.

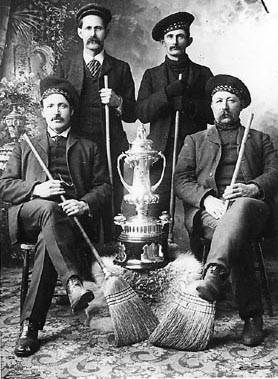
Giocatori di curling con le scope in saggina

## Tipi di scope

### Scopa Blackjack
Prima degli anni cinquanta, la maggior parte delle scope da curling erano fatte di saggina ed erano simili alle scope domestiche. Nel 1958 Marchessault Fern di Montréal concentrò la saggina nel centro della scopa proprio per giocare a curling. Questo tipo di scopa di saggina è stato indicato come "Blackjack" e la sua efficacia era tale che presto diventò molto popolare tra i giocatori di curling. La tecnica necessaria per utilizzare queste scope produce un suono assordante ed è molto difficoltoso, senza contare il fatto che della saggina può staccarsi dalle scope e depositarsi sul ghiaccio, che potrebbe influenzare il tragitto delle stone di entrambe le squadre. Dopo una lunga vicenda giudiziaria a Marchessault Fern fu attribuita la paternità delle scope da curling. Attualmente alcuni giocatori utilizzano questo tipo di scopa per la scivolata, per lo sweeping è molto raro.

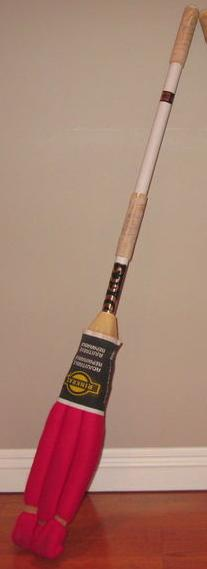
Una scopa Rat Rink

### Scopa Rat Rink
La scopa nota come "Rat Rink" è una scopa molto simile alla Blackjack, ma costruita con materiali sintetici utilizzata negli anni sessanta. Tra gli anni cinquanta e sessanta si è discusso molto su quale tipo di scopa fosse più efficace, se la Rat Rink o le nuove scope a pennello scozzesi. La diatriba continuò finché negli anni settanta una squadra junior canadese di Calgary composta dai futuri due volte campioni del mondo John Mayer, Bruce Stewart e Paul Gowsell ha dimostrato che il pennello poteva essere altrettanto (se non più) efficace.

### Scopa a pennello
A differenza delle scope tradizionali le scope a pennello hanno all'estremità del manico di legno una spazzola di crine, pelo vero o sintetico che permette un minor sforzo nell'utilizzo e una maggiore concentrazione dell'effetto della scopa. Prima della fine degli anni sessanta, il "pennello scozzese" erano utilizzati principalmente degli scozzesi, oltre che da giocatori di curling anziani dal momento che la tecnica era molto meno faticosa. Alla fine degli anni settanta la scopa a pennello risultò per la maggior parte dei giocatori di curling meno costosa e più efficiente. Attualmente è il tipo di scopa più utilizzato nel curling open air.

### Scopa Prostrar
Un'evoluzione della scopa a pennello consisteva inizialmente nel ricoprire il pelo della spazzola con materiale sintetico, successivamente si sostituì il pelo con gomma piuma o materiali simili. Questo tipo di scope divenne famoso come "Prostar" ed eliminò quasi completamente il problema dei peli delle spazzole che rimanendo sul ghiaccio a volte compromettevano i tiri.

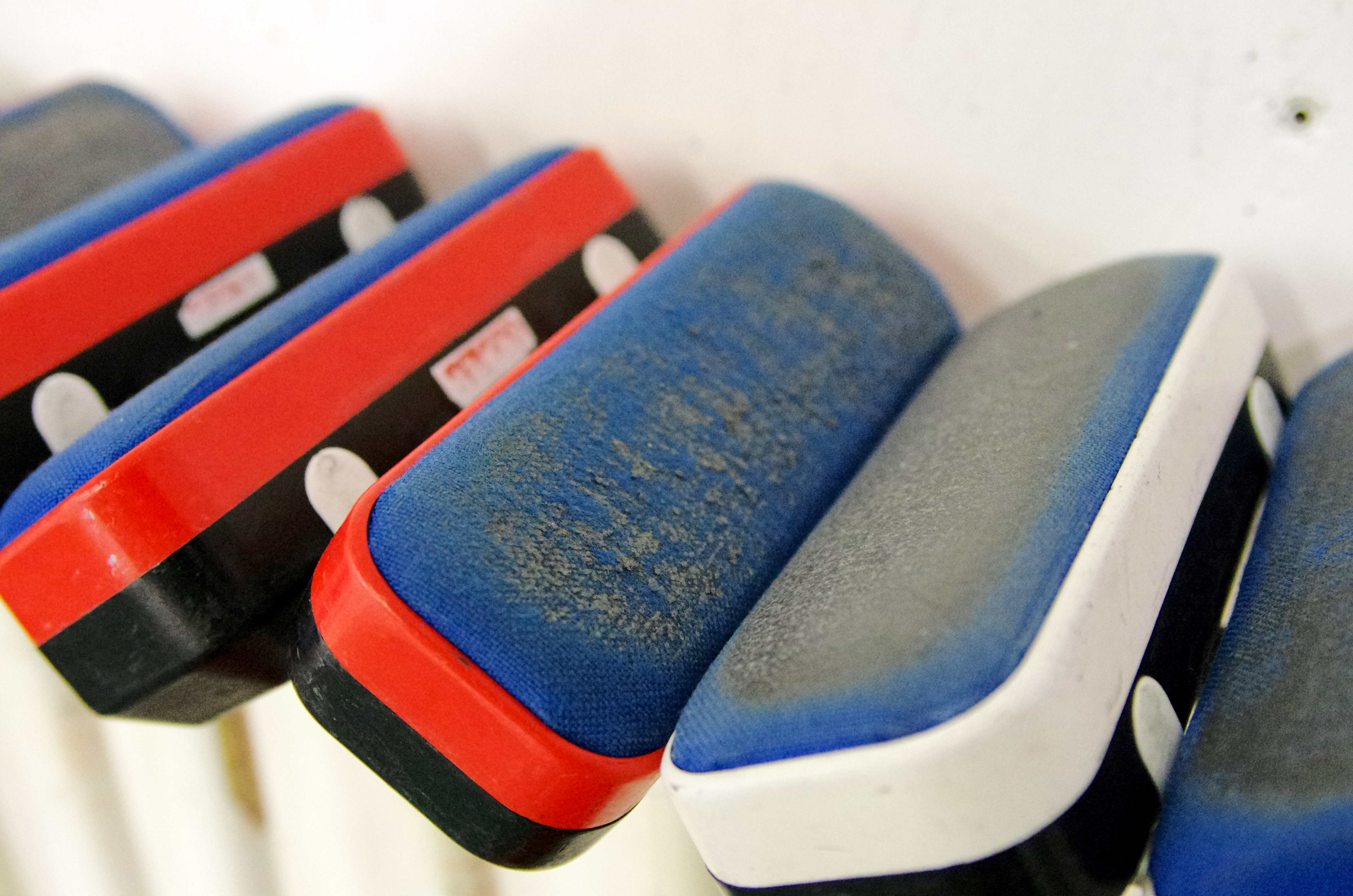
Alcune teste di scope a martello

### Scopa a martello
Una scopa con la testa in tessuto anche rimovibile ma ancora con la testa di grosse dimensioni è conosciuta come scopa a martello, o più comunemente hammer. A differenza delle precedenti questo tipo di scope è molto più variegato ed esistono diversi produttori. Infatti abbandonati i manici di legno queste scope hanno solitamente tubi cavi di materiali plastici, alluminio, fibra di vetro o carbonio. A volte è possibile regolare l'inclinazione della testa della scopa e si possono intercambiare i pad.

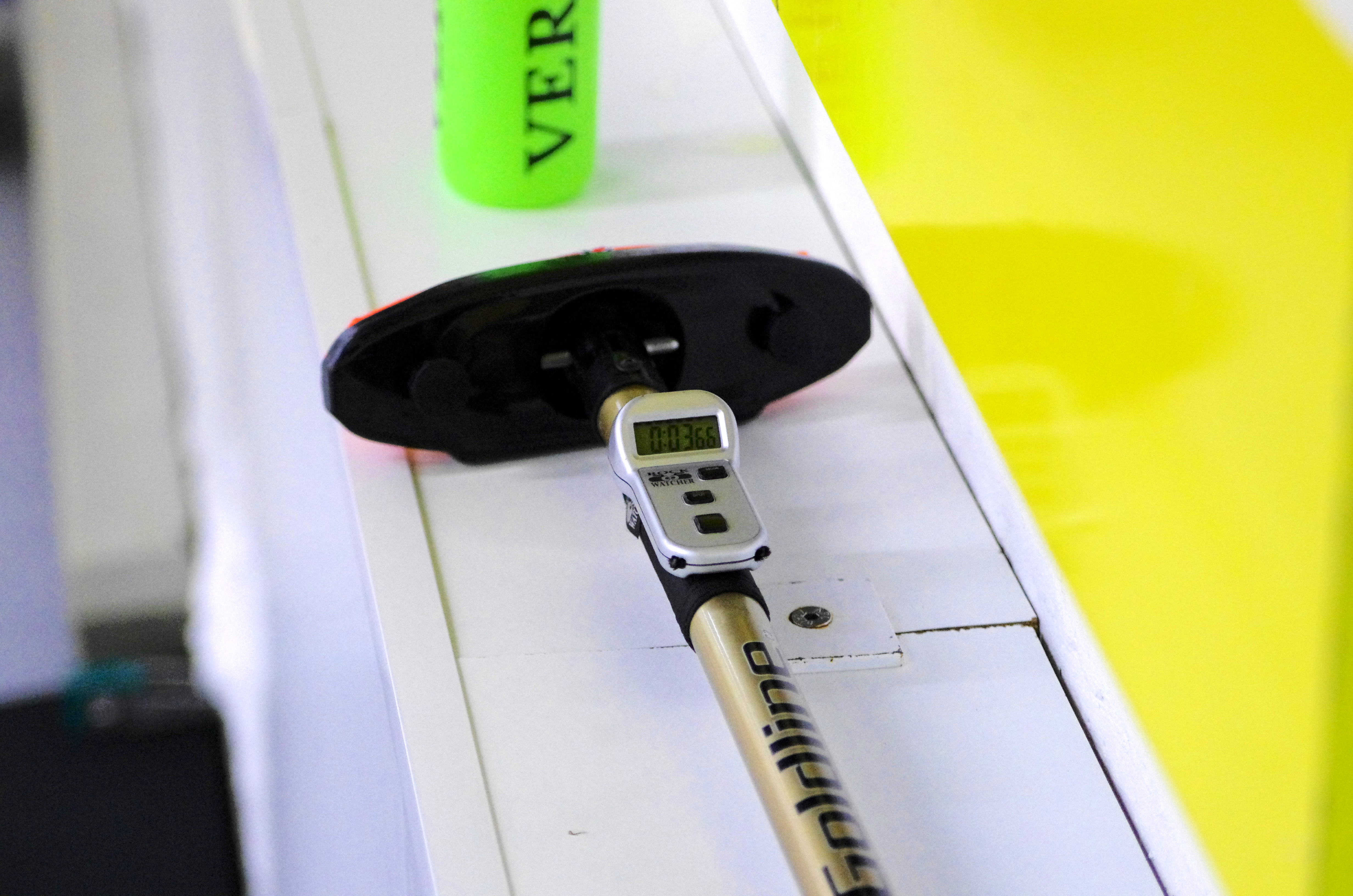
La testa di una scopa a testa ovale

### Scopa a testa ovale
Un'ulteriore evoluzione sono le scope chiamate "a testa ovale", ossia scope con il manico in carbonio o fibra di vetro che hanno una testa della scopa completamente snodabile e di piccole dimensioni, tendenzialmente ovaleggiante. Questa è nel XXI secolo la scopa più utilizzata dai giocatori di curling indoor, mentre è ritenuta poco efficace per le competizioni di curling open air.

### Altre scope
Molte aziende canadesi, visto il notevole giro d'affari nello stato, stanno investendo per creare nuovi tipi di scope con forme e materiali diversi. Tra le innovazioni vanno ricordate le teste circolari o a boomerang.

## Altri attrezzi collaterali

### Pad
La parte intercambiabile della testa delle scope, dotata del tessuto abrasivo che va a contatto con il ghiaccio è conosciuto come pad. Questo può essere di diverse forme e dimensioni a seconda delle scope è può essere anche dotato di una spazzola in pelo sintetico per ghiacci particolarmente brinosi o freddi. Alcune aziende hanno studiato pad di tessuto dotati di scanalature per ovviare al problema della brina.

### Extender
Per il curling in carrozzina si rese necessaria l'invenzione di un sistema di lancio alternativo. Così si progettarono dei manici allungabili con un'estremità adatta al manico della stone che permette tramite una rotazione di imprimere il curl. Questo strumento e chiamato in inglese extender.

### Sliding Crutch

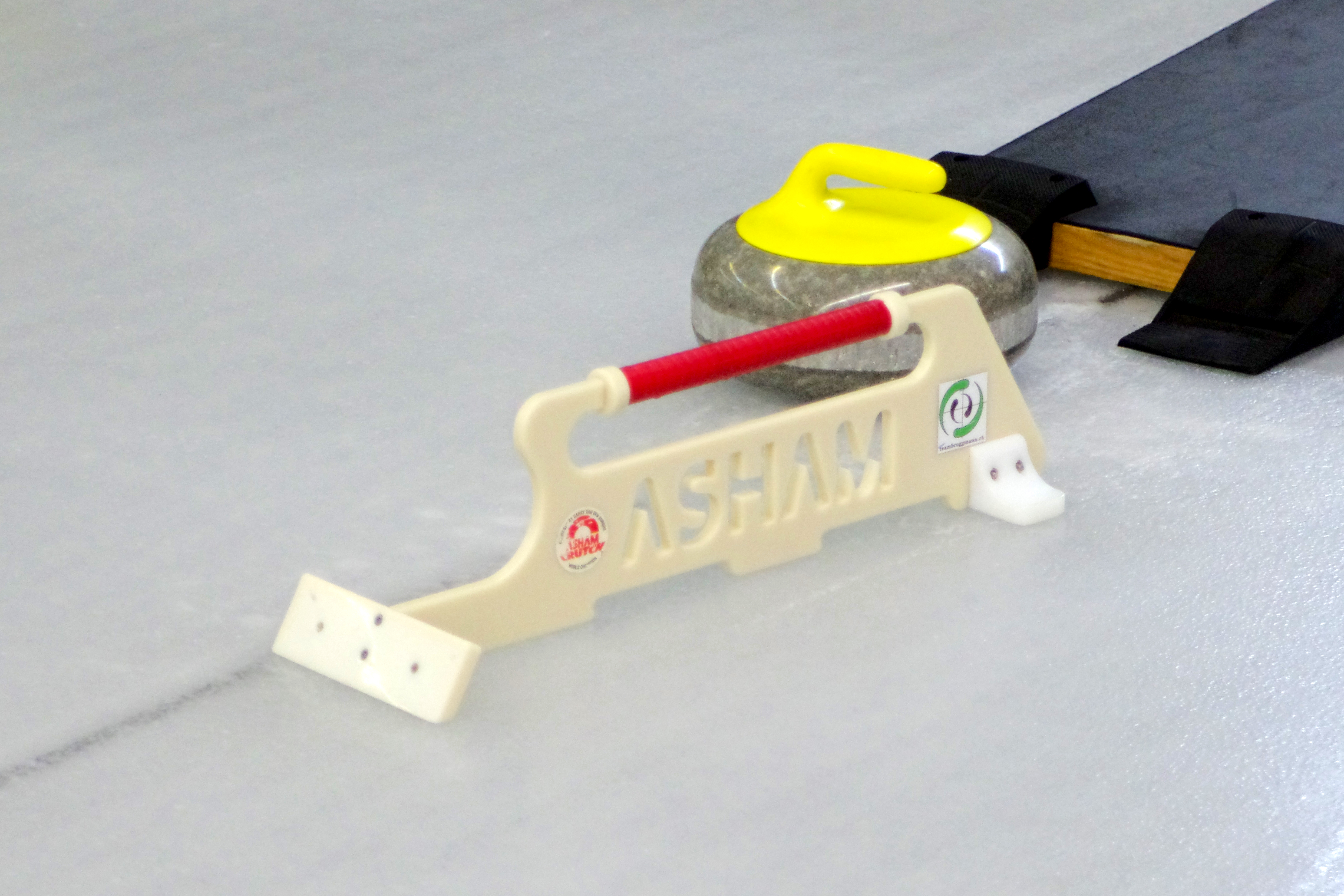
Uno Sliding Crutch

Alcuni giocatori di curling per bilanciarsi durante la scivolata utilizzano uno strumento di sostegno chiamato "Sliding Crutch", che consiste in un supporto che scorre sul ghiaccio con tre o quattro punti d'appoggio a cui il giocatore si appoggia con la mano sinistra (destra per i mancini) durante il tiro. A volte questi attrezzi sono dotati di una testa di scopa, anche se usata molto raramente.

## Produttori principali
- ASHAM, su asham.com.
- Olson, su olsoncurlingstore.com.
- BalacePlus, su balanceplus.com. URL consultato il 22 febbraio 2013 (archiviato dall'url originale il 26 dicembre 2012).
- Goldline, su goldlinecurling.com. URL consultato il 22 febbraio 2013 (archiviato dall'url originale il 24 febbraio 2013).